# Ганс-Георг Лейзер
Ганс-Георг Лейзер (Hans-Georg Leyser; 16 червня 1896, Фірлінден — 18 квітня 1980, Ганновер) — німецький воєначальник, генерал-майор вермахту. Кавалер Лицарського хреста Залізного хреста.

## Біографія
4 серпня 1914 року вступив в армію. Учасник Першої світової війни. Після демобілізації армії залишений в рейхсвері. З 26 серпня 1939 року — ад'ютант в 7-й армії. З 24 листопада 1939 року служив в Генштабі 5-го армійського корпусу. 30 травня 1940 року відправлений в резерв. З 10 червня 1940 по 15 липня 1942 року — командир 51-го піхотного полку, з 25 вересня 1942 року — 29-ї моторизованої дивізії. 31 січня 1943 року взятий в полон радянськими військами в Сталінграді. 8 грудня 1944 року підписав звернення Союзу німецьких офіцерів «До народу і вермахту». 20 жовтня 1949 року звільнений.

## Звання
- Доброволець (4 серпня 1914)
- Фенріх (22 березня 1915)
- Лейтенант (14 липня 1915)
- Оберлейтенант (1 квітня 1925)
- Гауптман (1 січня 1931)
- Майор (1 грудня 1935)
- Оберстлейтенант (1 січня 1939)
- Оберст (1 грудня 1941)
- Генерал-майор (1 листопада 1942)

## Нагороди
- Залізний хрест 2-го і 1-го класу
- Ганзейський Хрест (Гамбург)
- Королівський орден дому Гогенцоллернів, лицарський хрест з мечами
- Нагрудний знак «За поранення» в чорному
- Почесний хрест ветерана війни з мечами
- Медаль «За вислугу років у Вермахті» 4-го, 3-го, 2-го і 1-го класу (25 років)
- Застібка до Залізного хреста 2-го і 1-го класу
- Німецький хрест в золоті (9 грудня 1941)
- Лицарський хрест Залізного хреста (3 травня 1942)